# Advanced SCSI Programming Interface
ASPI, z angličtiny Advanced SCSI Programming Interface je rozhraní umožňující komunikaci SCSI zařízení s programy, které ji využívají, to vše pod systémy Microsoft Windows. Původním tvůrcem byla společnost Adaptec, v současnosti si lze z internetu stáhnout mnoho verzí, od již zmiňovaného originálu až po produkty jako ForceASPI nebo Frog ASPI. Svou verzi vydává i společnost Nero Inc.

## Ovladače
ASPI je poskytováno jako tento balík ovladačů:
- MS-DOS: ASPI4DOS.SYS
- Microsoft Windows 3.1x: WINASPI.DLL
- Win32:
  - WNASPI32.DLL, APIX.VXD and ASPIENUM.VXD (Microsoft Windows 95, 98 and ME);
  - WNASPI32.DLL, ASPI32.SYS (Microsoft Windows NT, 2000, XP)
- Win64:
  - WNASPI32.DLL, ASPI32.SYS (Microsoft Windows XP Itanium)
  - Pro další 64bitové systémy nejsou ovladače dostupné

### Adaptec ASPI driver
- Balík ASPI ovladačů od Adaptecu
- Utilitka pro zjištění verze ASPI (ASPICHK.EXE)
- Příručka k ASPI Driverům

### Nero ASPI driver
- Nero ASPI Driver pro Windows 95/98/Me a NT/2000/XP

### Technické informace
- Technická příručka ve formátu PDF (ASPI for Win32)